# Vinzenz von Beauvais

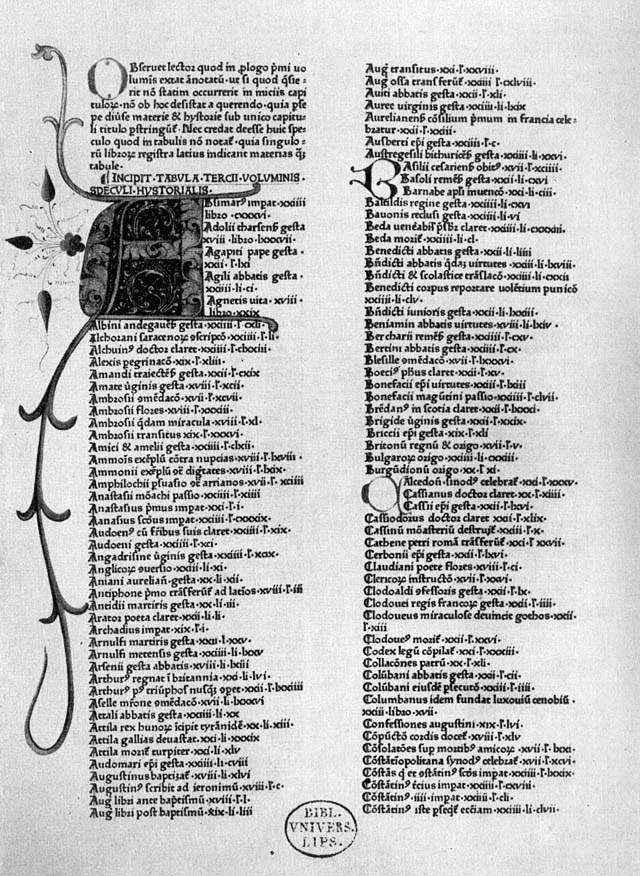
Vincentius Bellovacensis: Speculum maius (Straßburg: Johann Mentelin 1473, Teil 3: Speculum historiale)

Vinzenz von Beauvais (französisch Vincent de Beauvais, latinisiert Vincentius Bellovacensis; * zwischen 1184 und 1194; † um 1264 in Beauvais) war ein französischer Dominikaner und Gelehrter.

## Leben
Vinzenz studierte in Paris und trat dort vor 1223 in den Dominikanerkonvent St. Jacques ein, welcher später dem 1225 gegründeten Konvent in Beauvais zugeordnet wurde. Ab etwa 1247 wurde er Bibliothekar am Hof von König Ludwig IX. Er war Vertrauter, Kaplan und Bibliothekar von König Ludwig IX. und Erzieher von dessen Söhnen. 
Er war der Verfasser des Speculum maius, der umfassendsten Enzyklopädie des Mittelalters, die mehrfach zwischen 1240 und 1260 umgearbeitet wurde und in der Endfassung aus den drei Teilen Speculum naturale, Speculum doctrinale und Speculum historiale besteht.
Seine Werke sind auch für die Geschichte der Alchemie von Bedeutung, da er über 350 alchemistische Autoren zitiert. Der Vertreter der Scholastik benutzt neben antiken Autoren wie Platon, Plinius der Ältere und Pedanios Dioskurides und spätantiken (wie Isidor von Sevilla) auch viele arabischsprachige Autoren (wie Avicenna und Rhazes). Hinsichtlich der Gewinnung der Metalle kommt Vinzenz im 7. Buch seines Speculum naturale auch auf das Eisen zu sprechen und stellt dazu im Kapitel 52 schließlich fest, dass man um 1245 in Europa noch nicht über den Eisenguss verfügte und dass sein Produkt, der Stahl, bis dahin nur im Osten bekannt war, wo er den Namen Alidena trug. Dieser konnte jedoch nicht importiert werden.
Sein Werk diente unter anderem Geoffrey Chaucer als Quelle.

## Schriften

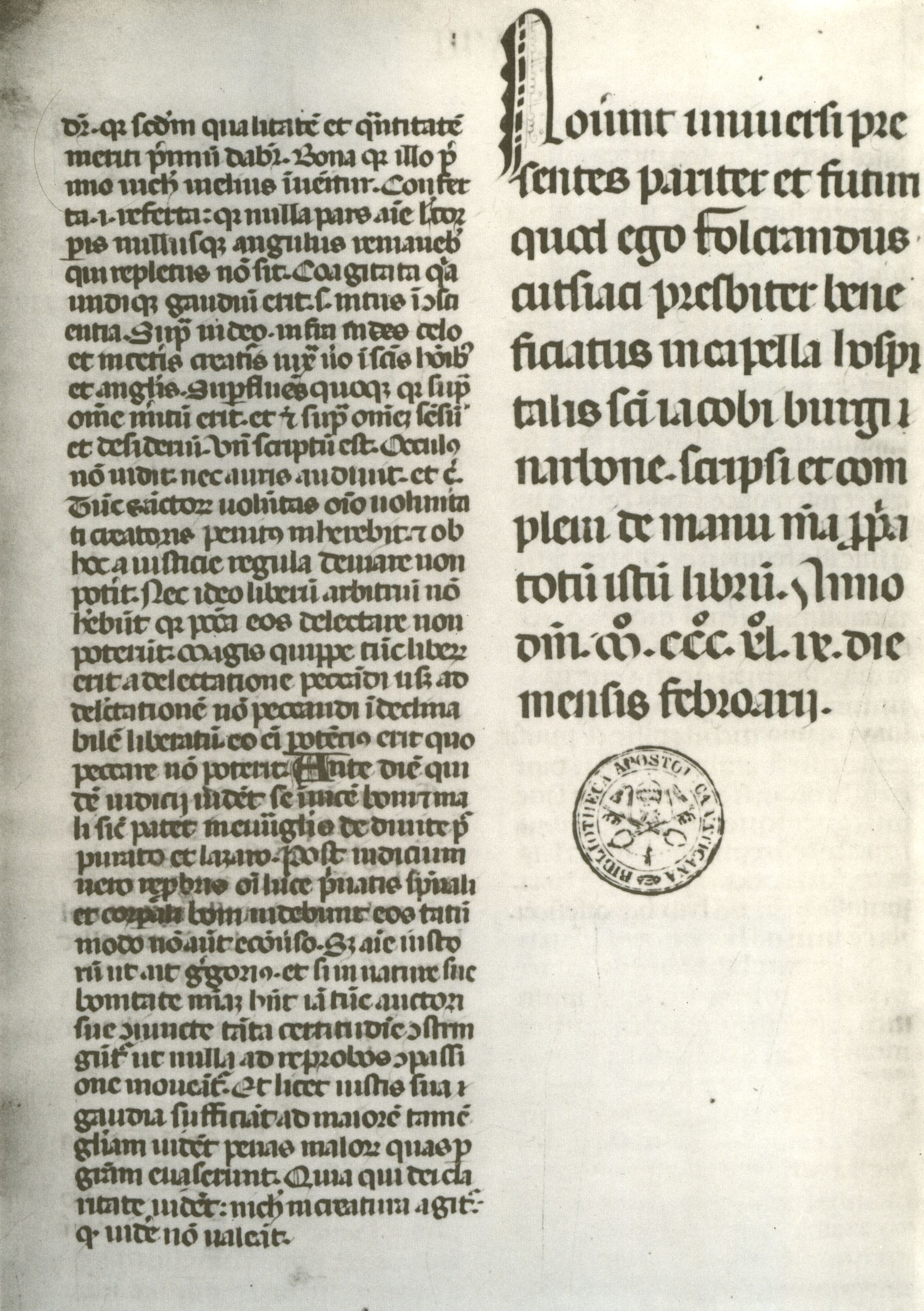
Vinzenz von Beauvais, Speculum historiale in einer Handschrift von 1340. Rom, Biblioteca Apostolica Vaticana, Vat. Lat. 1966, fol. 339v

- 1247–1249 De eruditione filiorum nobilium (auch: De institutione puerorum regalium), pädagogisches Hauptwerk
- 1256 Speculum maius (erstmals gedruckt 1474)
- 1260 Liber consolatorius
- 1260–1263 De morali principis institutione
- Speculum morale, Strassburg 1476 (Digitalisat) (wahrscheinlich nicht von Vinzenz von Beauvais)
- Opuscula. Johann Amerbach, Basel 1481 (Digitalisat).
- Speculum naturale, Strassburg 1481 (Digitalisat)
- Sermones manuales de tempore. Johann Koelhoff d. Ä., Köln um 1482 (Digitalisat)
- Speculum historiale. Anton Koberger, Nürnberg 1483 (Digitalisat) Auch von Caxton 1490 gedruckt (als The Myrrour of the World). Sein Geschichtswerk aus christlicher Sicht.

Die vierbändige Gesamtausgabe Speculum quadruplex (mit den Speculum morale) erschien 1624 in Douai und wurde 1964/65 in Graz nachgedruckt.